# Kleingebiet

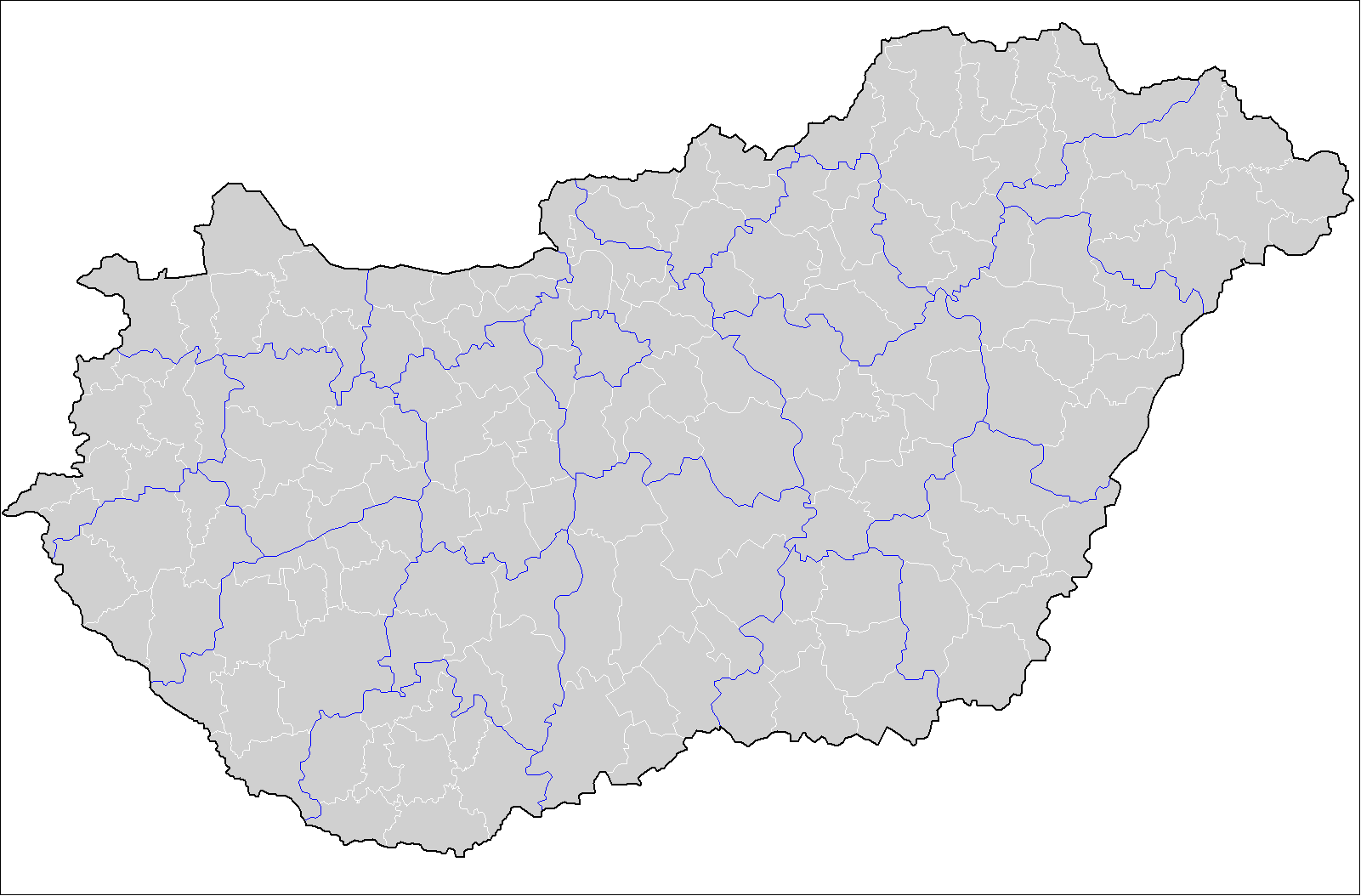
Übersicht der ungarischen Kleingebiete (graue Grenzlinien) innerhalb der Komitate (blaue Linien)

Kleingebiet (ungarisch kistérség [ˈkiʃteːrʃeːɡ], Plural kistérségek) war die Bezeichnung für eine Gebietskörperschaft (Verwaltungseinheit) in Ungarn, die im NUTS-System der EU der Ebene LAU 1 (Local administrative unit, „lokale Gebietseinheit“, „LGE“) entspricht.
Innerhalb der Verwaltungsgliederung Ungarns stand ein Kleingebiet zwischen den ihm angehörenden Gemeinden und dem Komitat, dem es selbst angehört. Neben „Kleingebiet“ ist auch die eher als wörtliche Übersetzung zu verstehende Bezeichnung „Kleinregion“ in Gebrauch. „Kleingebiet“ ermöglicht jedoch eine bessere begriffliche Unterscheidung von den historischen und flächenmäßigen Entsprechungen in Ungarn und seinen Nachbarländern.
Zum 1. Januar 2013 wurden die Kleingebiete abgeschafft und durch eine annähernd gleiche Anzahl von Kreisen (ungarisch Járás) ersetzt. Verwaltungseinheiten dieser Bezeichnung gab es schon im Ungarn („Transleithanien“) der Donaumonarchie. Sie entsprachen den österreichischen Bezirken.

## Historische Entsprechungen
Das historische Äquivalent der Kleingebiete waren die 1850 im Kaisertum Österreich (siehe Bezirkshauptmannschaft), auch im Königreich Ungarn, eingeführten „Bezirke“, die in Ungarn die Bezeichnung járás (Plural járások) trugen. Diese territorialen Einheiten bestanden nach dem Ende des Ersten Weltkriegs und Österreich-Ungarns und auch nach dem Zweiten Weltkrieg bis zum 31. Dezember 1983 fort. Vor 1918 wurde járás meist als Stuhlbezirk, später oft auch als Kreis wiedergegeben. Bestanden 1945 noch 151 járások, so waren es im Jahre 1975 nur noch 92, zum Zeitpunkt der Abschaffung Ende 1983 betrug ihre Anzahl noch 83.

## Vorbereitung und Einführung
1994 gliederte das Zentrale Statistikamt Ungarns das Land zur Erfassung bestimmter statistischer Daten in zunächst 138 territoriale Einheiten, die als „statistische Distrikte“ (statisztikai körzet) bezeichnet wurden. Deren Anzahl wurde zum 1. Januar 1998 auf 150 erhöht. Mit einer Verordnung der ungarischen Regierung vom 18. Dezember 2003 wurden dann 168 Kleingebiete mit der Bezeichnung kistérség gegründet, denen zugleich ein Teil der öffentlichen Aufgaben der Gemeinden übertragen wurde.

## Aufgaben und Status
Die Kleingebiete entsprachen in Bezug auf Größe und Zuschnitt in etwa den früheren Verwaltungseinheiten, die járások genannt wurden, konnten jedoch nur teilweise als deren Nachfolger oder Wiedereinführung verstanden werden, da sie z. B. nicht über deren Zuständigkeiten bei behördlichen Aufgaben und im Justizwesen verfügten. Außerdem überstieg die Anzahl der Kleingebiete die Anzahl der vorherigen járások, die in der Zeit nach dem Zweiten Weltkrieg schrittweise gesenkt wurde.
Gemäß dem Gesetz von 1996 über die regionale Entwicklung und territoriale Gliederung war ein Kleingebiet als nachgeordnete territoriale Einheit definiert. Dort fungierte ein zu schaffender Rat aus Vertretern der Gemeinden als Organ der gemeindeübergreifenden Selbstverwaltung.
Im Zentrum der Aufgaben eines Kleingebiets bzw. dessen Rates stand die Koordination der Interessen der ihm angehörenden Gemeinden sowie die Schaffung und Umsetzung gemeinsamer Programme zur räumlichen Entwicklung. Dazu wurde dort jeweils ein gemeinsamer Fonds eingerichtet, über dessen Verwendung der Rat des Kleingebiets als rechtlich selbständige Körperschaft entschied.

## Entsprechungen
Sie entsprachen in etwa den österreichischen Bezirken, allerdings mit anderen Kompetenzen. Außerdem entsprachen sie den Okresy in Tschechien und der Slowakei sowie den Powiaty in Polen. Im NUTS-System befinden sich in Deutschland die Gemeindeverbände wie z. B. Ämter, Samtgemeinden und Verwaltungsgemeinschaften auf der Ebene LAU-1.

## Liste der Kleingebiete in Ungarn
Insgesamt gab es in Ungarn in den sieben Regionen bzw. 19 Komitaten 174 Kleingebiete. Diese sind nachfolgend nach Regionen und Komitaten gruppiert in alphabetischer Reihenfolge angegeben.

### Region Westtransdanubien (Nyugat-Dunántúl)
Die Region Westtransdanubien umfasst die Komitate Győr-Moson-Sopron, Vas und Zala.

#### Komitat Győr-Moson-Sopron
- Kleingebiet Csorna
- Kleingebiet Győr
- Kleingebiet Kapuvár-Beled
- Kleingebiet Mosonmagyaróvár
- Kleingebiet Pannonhalma
- Kleingebiet Sopron-Fertőd
- Kleingebiet Tét

#### Komitat Vas
- Kleingebiet Celldömölk
- Kleingebiet Csepreg
- Kleingebiet Körmend
- Kleingebiet Kőszeg
- Kleingebiet Őriszentpéter
- Kleingebiet Sárvár
- Kleingebiet Szentgotthárd
- Kleingebiet Szombathely
- Kleingebiet Vasvár

#### Komitat Zala
- Kleingebiet Hévíz
- Kleingebiet Keszthely
- Kleingebiet Keszthely-Hévíz (bis 2007)
- Kleingebiet Lenti
- Kleingebiet Letenye
- Kleingebiet Pacsa
- Kleingebiet Nagykanizsa
- Kleingebiet Zalaegerszeg
- Kleingebiet Zalakaros
- Kleingebiet Zalaszentgrót

### Region Südtransdanubien (Dél-Dunántúl)
Die Region Südtransdanubien umfasst die Komitate Baranya, Somogy und Tolna.

#### Komitat Baranya
- Kleingebiet Komló
- Kleingebiet Mohács
- Kleingebiet Pécs
- Kleingebiet Pécsvárad
- Kleingebiet Sásd
- Kleingebiet Sellye
- Kleingebiet Siklós
- Kleingebiet Szentlőrinc
- Kleingebiet Szigetvár

#### Komitat Somogy
- Kleingebiet Balatonföldvár
- Kleingebiet Barcs
- Kleingebiet Csurgó
- Kleingebiet Fonyód
- Kleingebiet Kadarkút
- Kleingebiet Kaposvár
- Kleingebiet Lengyeltóti
- Kleingebiet Marcali
- Kleingebiet Nagyatád
- Kleingebiet Siófok
- Kleingebiet Tab

#### Komitat Tolna
- Kleingebiet Bonyhád
- Kleingebiet Dombóvár
- Kleingebiet Paks
- Kleingebiet Szekszárd
- Kleingebiet Tamási

### Region Mitteltransdanubien (Közép-Dunántúl)
Die Region Mitteltransdanubien umfasst die Komitate Fejér, Komárom-Esztergom und Veszprém.

#### Komitat Fejér
- Kleingebiet Aba
- Kleingebiet Adony
- Kleingebiet Bicske
- Kleingebiet Dunaújváros
- Kleingebiet Enying
- Kleingebiet Ercsi
- Kleingebiet Gárdony
- Kleingebiet Mór
- Kleingebiet Sárbogárd
- Kleingebiet Székesfehérvár

#### Komitat Komárom-Esztergom
- Kleingebiet Dorog
- Kleingebiet Esztergom
- Kleingebiet Kisbér
- Kleingebiet Komárom
- Kleingebiet Oroszlány
- Kleingebiet Tatabánya
- Kleingebiet Tata

#### Komitat Veszprém
- Kleingebiet Ajka
- Kleingebiet Balatonalmádi
- Kleingebiet Balatonfüred
- Kleingebiet Devecser
- Kleingebiet Pápa
- Kleingebiet Sümeg
- Kleingebiet Tapolca
- Kleingebiet Várpalota
- Kleingebiet Veszprém
- Kleingebiet Zirc

### Region Mittelungarn (Közép-Magyarország)
Die Region Mittelungarn besteht aus der Hauptstadt Budapest und dem sie umgebenden Komitat Pest.

#### Budapest
- Kleingebiet Budapest

#### Komitat Pest
- Kleingebiet Aszód
- Kleingebiet Budaörs
- Kleingebiet Cegléd
- Kleingebiet Dabas
- Kleingebiet Dunakeszi
- Kleingebiet Érd
- Kleingebiet Gödöllő
- Kleingebiet Gyál
- Kleingebiet Monor
- Kleingebiet Nagykáta
- Kleingebiet Pilisvörösvár
- Kleingebiet Ráckeve
- Kleingebiet Szentendre
- Kleingebiet Szob
- Kleingebiet Vác
- Kleingebiet Veresegyház

### Region Nordungarn (Észak-Magyarország)
Die Region Nordungarn umfasst die Komitate Borsod-Abaúj-Zemplén, Heves und Nógrád.

#### Komitat Borsod-Abaúj-Zemplén
- Kleingebiet Abaúj-Hegyköz
- Kleingebiet Bodrogköz
- Kleingebiet Edelény
- Kleingebiet Encs
- Kleingebiet Kazincbarcika
- Kleingebiet Mezőcsát
- Kleingebiet Mezőkövesd
- Kleingebiet Miskolc
- Kleingebiet Ózd
- Kleingebiet Sárospatak
- Kleingebiet Sátoraljaújhely
- Kleingebiet Szerencs
- Kleingebiet Szikszó
- Kleingebiet Tiszaújváros
- Kleingebiet Tokaj

#### Komitat Heves
- Kleingebiet Bélapátfalva
- Kleingebiet Eger
- Kleingebiet Füzesabony
- Kleingebiet Gyöngyös
- Kleingebiet Hatvan
- Kleingebiet Heves
- Kleingebiet Pétervására

#### Komitat Nógrád
- Kleingebiet Balassagyarmat
- Kleingebiet Bátonyterenye
- Kleingebiet Pásztó
- Kleingebiet Rétság
- Kleingebiet Salgótarján
- Kleingebiet Szécsény

### Region Nördliche Große Tiefebene (Észak-Alföld)
Die Region Nördliche Große Tiefebene umfasst die Komitate Hajdú-Bihar, Jász-Nagykun-Szolnok und Szabolcs-Szatmár-Bereg.

#### Komitat Hajdú-Bihar
- Kleingebiet Balmazújváros
- Kleingebiet Berettyóújfalu
- Kleingebiet Debrecen
- Kleingebiet Derecske-Létavértes
- Kleingebiet Hajdúböszörmény
- Kleingebiet Hajdúhadház
- Kleingebiet Hajdúszoboszló
- Kleingebiet Polgár
- Kleingebiet Püspökladány

#### Komitat Jász-Nagykun-Szolnok
- Kleingebiet Jászberény
- Kleingebiet Karcag
- Kleingebiet Kunszentmárton
- Kleingebiet Mezőtúr
- Kleingebiet Szolnok
- Kleingebiet Tiszafüred
- Kleingebiet Törökszentmiklós

#### Komitat Szabolcs-Szatmár-Bereg
- Kleingebiet Baktalórántháza
- Kleingebiet Csenger
- Kleingebiet Fehérgyarmat
- Kleingebiet Ibrány-Nagyhalász
- Kleingebiet Kisvárda
- Kleingebiet Mátészalka
- Kleingebiet Nagykálló
- Kleingebiet Nyírbátor
- Kleingebiet Nyíregyháza
- Kleingebiet Tiszavasvári
- Kleingebiet Vásárosnamény
- Kleingebiet Záhony

### Region Südliche Große Tiefebene (Dél-Alföld)
Die Region Südliche Große Tiefebene umfasst die Komitate Bács-Kiskun, Békés und Csongrád.

#### Komitat Bács-Kiskun
- Kleingebiet Bácsalmás
- Kleingebiet Baja
- Kleingebiet Jánoshalma
- Kleingebiet Kalocsa
- Kleingebiet Kecskemét
- Kleingebiet Kiskőrös
- Kleingebiet Kiskunfélegyháza
- Kleingebiet Kiskunhalas
- Kleingebiet Kiskunmajsa
- Kleingebiet Kunszentmiklós

#### Komitat Békés
- Kleingebiet Békéscsaba
- Kleingebiet Békés
- Kleingebiet Gyula
- Kleingebiet Mezőkovácsháza
- Kleingebiet Orosháza
- Kleingebiet Sarkad
- Kleingebiet Szarvas
- Kleingebiet Szeghalom

#### Komitat Csongrád
- Kleingebiet Csongrád
- Kleingebiet Hódmezővásárhely
- Kleingebiet Kistelek
- Kleingebiet Makó
- Kleingebiet Mórahalom
- Kleingebiet Szeged
- Kleingebiet Szentes